# Einar Hoidale
Einar Hoidale (* 17. August 1870 in Tromsø, Norwegen; † 5. Dezember 1952 in Saint Petersburg, Florida) war ein US-amerikanischer Politiker.
Hoidale immigrierte 1879 zusammen mit seinen Eltern in die Vereinigten Staaten. Dort angekommen ließ sich die Familie in Minnesota nahe der Stadt Dawson im Lac qui Parle County nieder. Hoidale besuchte die dortigen öffentlichen Schulen und studierte später an der University of Minnesota in Minneapolis. 1898 beendete er sein Studium am Law Department der Universität und wurde im selben Jahr in die Anwaltschaft aufgenommen. Hoidale begann nun in New Ulm als Anwalt zu praktizieren. Von 1900 bis 1906 war er Staatsanwalt im Brown County. Daneben betätigte sich Hoidale von 1900 bis 1904 als Zeitungsverleger in Dawson und Madison und arbeitete von 1900 bis 1908 auch als Militärjurist (judge advocate). 1907 zog er nach Minneapolis und setzte dort seine Anwaltstätigkeit fort.
Politisch betätigte sich Hoidale in der Demokratischen Partei, deren Mitglied er war. So war er unter anderem 1920, 1932 und 1936 jeweils Delegierter zur Democratic National Convention. 1930 kandidierte er erfolglos für einen Sitz im US-Senat. Zwei Jahre später gelang es Hoidale jedoch, in den 73. Kongress gewählt zu werden. Dort vertrat er den Bundesstaat Minnesota vom 4. März 1933 bis zum 3. Januar 1935 im US-Repräsentantenhaus. Nach dem Ablauf der Legislaturperiode verzichtete Hoidale 1934 auf eine erneute Kandidatur und versuchte stattdessen in den US-Senat gewählt zu werden. Wie schon bei seinem ersten Versuch konnte er hierfür kein Mandat erringen.
Hoidale kehrte nun nach Minneapolis zurück und begann wieder als Anwalt zu praktizieren. Er starb 1952 in Saint Petersburg, Florida und wurde auf dem Lakewood Cemetery in Minneapolis beigesetzt.